# Jerzy Dmitruk
Jerzy Dmitruk (ur. 1960 w Sępopolu) – malarz, grafik, ilustrator, związany z krakowskim środowiskiem artystycznym.

## Życiorys
Studiował na Wydziale Malarstwa Akademii Sztuk Pięknych w Krakowie u prof. Juliusza Joniaka. Dyplom obronił w 1986 roku. Edukację uzupełnił na Wydziale Grafiki macierzystej uczelni, w pracowni wklęsłodruku prof. Andrzeja Pietscha oraz w pracowni książki i typografii doc. Romana Bonaszewskiego.
Artysta tworzy cykle graficzne, w tym „Siewca urodzaju”, „Żywot malarza”, „Misja”, „Drzewa objawień”, „Dom”, „Ogród pierwszej miłości”. Maluje najczęściej na dużych formatach. Jego obrazy charakteryzują się bogactwem barw i faktury. Wśród tematów dominują pejzaże przedstawiające fantastyczne, zdeformowane krajobrazy oraz martwe natury. Artysta upraszcza elementy kompozycji do prostych figur geometrycznych. Jerzy Dmitruk tworzy także projekty graficzne książek (w tym „Do widzenia, do jutra” Wisławy Szymborskiej, „Kiedy Cię spotkam, co Ci powiem” Mirosława Czyżykiewicza, „Wyjaśnij mi, miłość” Ingeborg Bachmann i in.) oraz ekslibrisy.
Prace Jerzego Dmitruka znajdują się w zbiorach Muzeum Narodowego w Krakowie, Muzeum Śląskiego w Katowicach, Muzeum Ziemi Sądeckiej oraz Wydziału Kultury i Sztuki Urzędu Miasta Krakowa.

## Wystawy indywidualne
Źródło: artconsul.pl
- 1986: Galeria P.N.Warszawa
- 1986: Galeria ACK Lublin
- 1988: Galeria Trzech Obrazów, Kraków
- 1988: Galeria Akademii Kraków
- 1988: Galeria u Literatów, Gdańsk
- 1989: Galeria 102, Rzym, Włochy
- 1989: Wystawa Grafiki Leewarden, Holandia
- 1989: Wystawa Malarstwa Bersenbrück, Niemcy
- 1990: Antiques&Modern Arts Amsterdam, Holand
- 1990: Galeria Woeller-Paquet, Frankfurt/M
- 1990: Galeria Sztuki Współczesnej, Toruń
- 1991: Hotel Nikko Düsseldorf
- 1992: Galeria Piano Nobile, Kraków
- 1998: Wystawa malarstwa, Sukiennice, Kraków
- 2012: Galeria Sztuki ATTIS, Kraków

## Nagrody i wyróżnienia
Źródło: Leksykon Kultury Warmii i Mazur
- 1989: I nagroda na II Przeglądzie Malarstwa Młodych, Kraków
- 1988: Wyróżnienie na III Przeglądzie Grafiki Młodych, Plastyka, Kraków
- 1988: Wyróżnienie - Najlepsza Grafika Roku, Kraków
- 1987: II nagrodę za malarstwo i wyróżnienie za grafikę na V Konfrontacjach Najmłodszych Artystów Krakowskich, Myślenice